# 潁州道
潁州道，清朝地方行政区划中的道。

## 沿革
清朝顺治年间，安徽地区设有潁州道。康熙元年（1662年），裁颍州道。